# Nezar Hindawi
Nezar Nawwaf al-Mansur al-Hindawi (arabisch نزار نواف منصور الهنداوي, DMG Nizār Nauwāf Manṣūr al-Hindāwi; * 1954) ist ein jordanischer Terrorist, der am 17. April 1986 im Fluggepäck seiner schwangeren Freundin Ann Murphy ohne deren Wissen eine Bombe mit Zeitzünder versteckte. Bei einer Kontrolle am Flughafen Heathrow wurde die Bombe entdeckt und konnte entschärft werden. Zum Zeitpunkt der geplanten Explosion wäre das Flugzeug über Österreich gewesen. Das Flugzeug gehörte zu der israelischen Fluggesellschaft El Al.
Der Vorfall wurde besonders in der britischen Presse bekannt als Hindawi-Affair. Es kam zum Abbruch diplomatischer Beziehungen zwischen Großbritannien und Syrien. Nezar Hindawi wurde zu 45 Jahren Gefängnis verurteilt.
Seine damalige Freundin zog mit der nach dem missglückten Attentat geborenen Tochter nach Irland.